# Golden Horseshoe
     Golden Horseshoe
     Greater Golden Horseshoe

Położenie Golden Horseshoe
Golden Horseshoe
Greater Golden Horseshoe

Golden Horseshoe (Złota podkowa) – region geograficzny w Ontario w Kanadzie, obejmujący pas zachodnich i północno-zachodnich wybrzeży jeziora Ontario. Rozciąga się od miasta Niagara Falls do Oshawa. Region zawdzięcza swoją nazwę charakterystycznemu kształtowi, przypominającemu podkowę.
Golden Horseshoe jest wysoce zurbanizowanym i silnie uprzemysłowiony obszarem, w którym mieszka około 7,83 miliona mieszkańców, co stanowi 55% populacji Ontario i 21% całej populacji Kanady. Trzy z miast znajdujących się w tym regionie – Toronto, Mississauga i Hamilton – mieszczą się w dziesiątce największych miejscowości Kanady.
Tzw. Greater Golden Horseshoe ma 9,25 mln ludności.
Największymi miastami wchodzącymi w skład Golden Horseshoe są (lista według liczby mieszkańców):
- Toronto
- Mississauga
- Hamilton
- Brampton
- Markham
- Burlington
- Oakville
- Oshawa
- Richmond Hill
- St. Catharines
- Whitby
- Pickering
- Niagara Falls
- Ajax
- Welland
- Milton